# Echinopsis atacamensis
Echinopsis atacamensis (лат.) — вид кактусов из рода Эхинопсис. Видовое название дано по месту произрастания — Атакаме, засушливому плато в Южной Америке.

## Описание

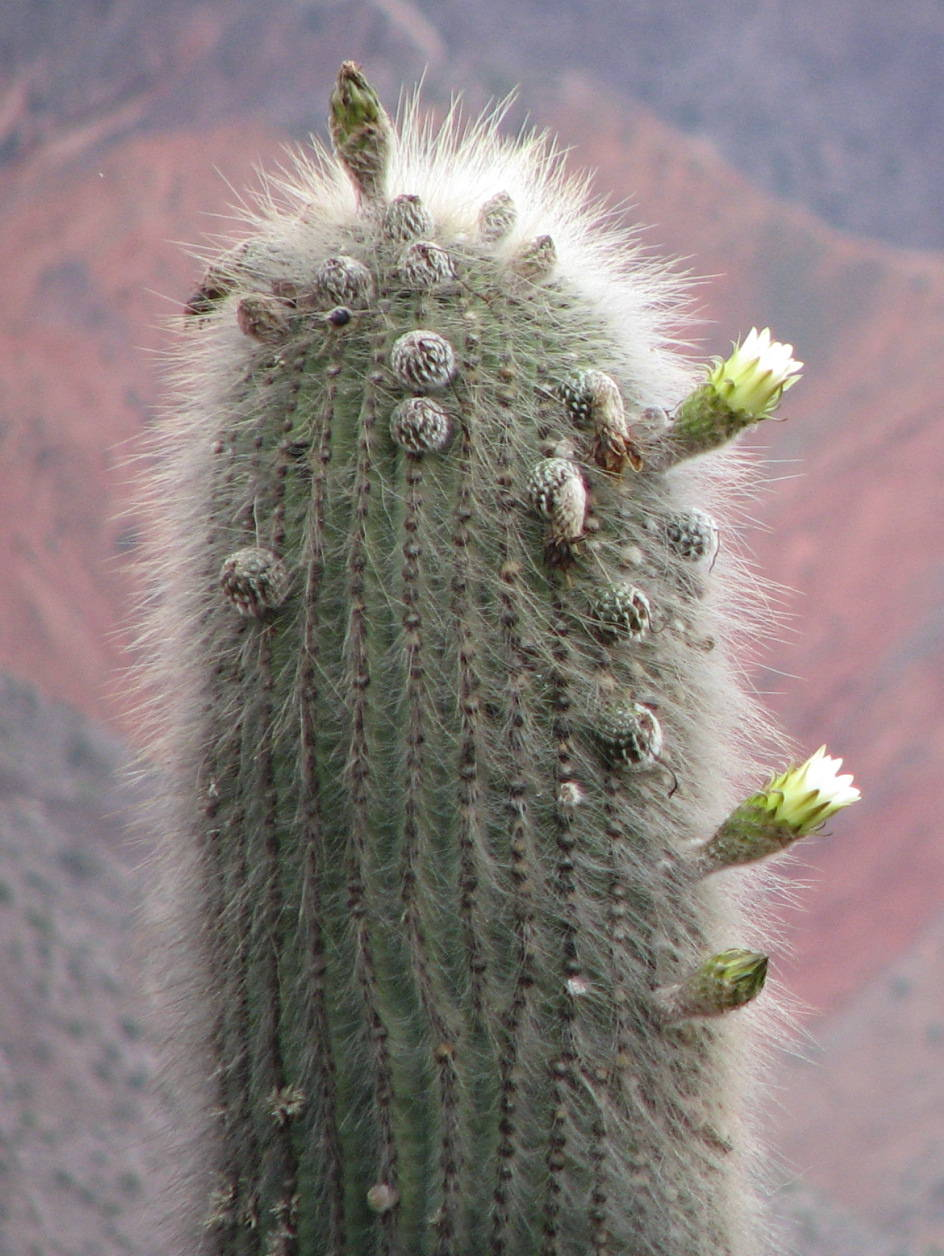
Цветки

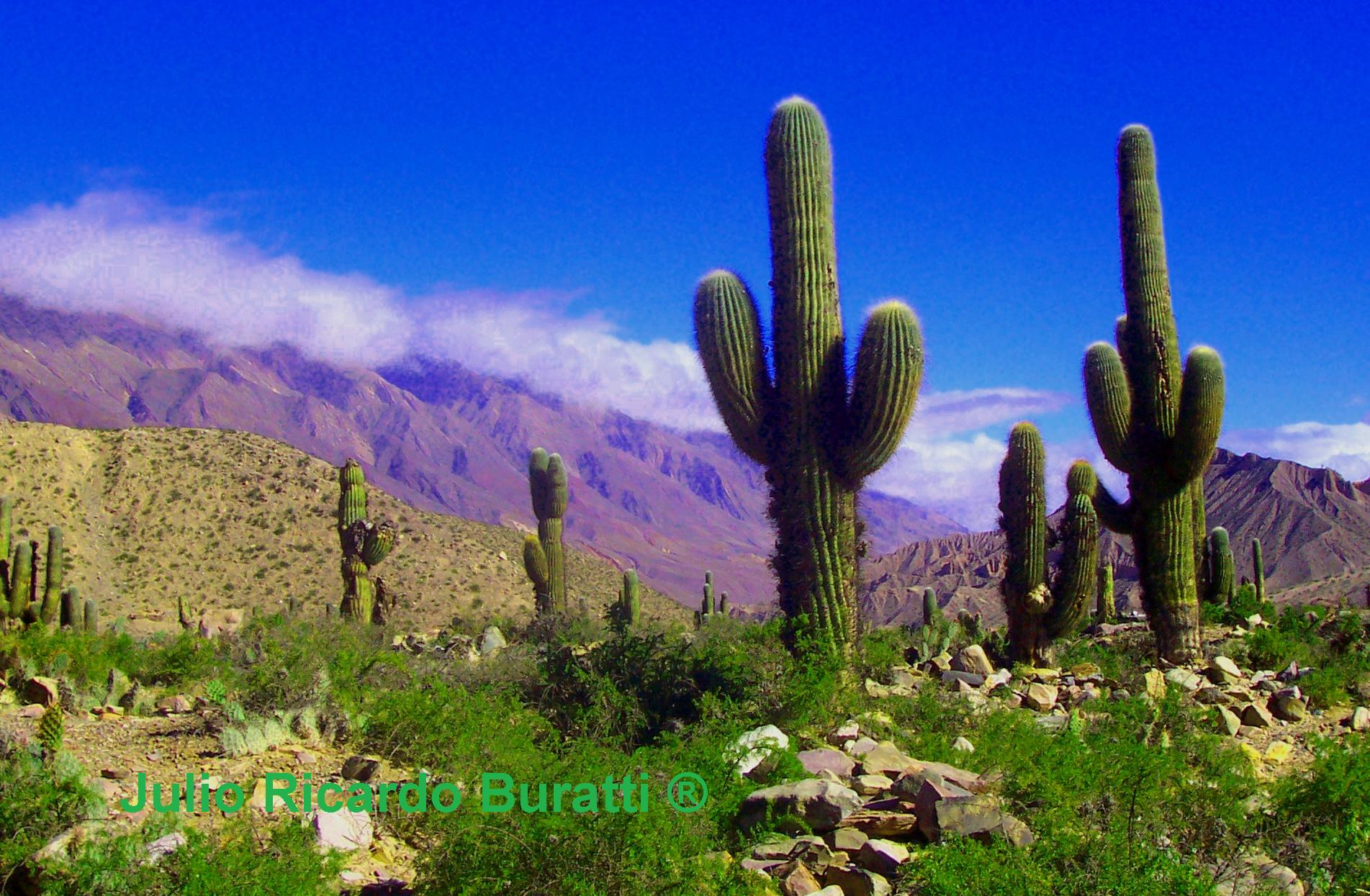
Echinopsis atacamensis в Кебрада-де-Умауака, Аргентина

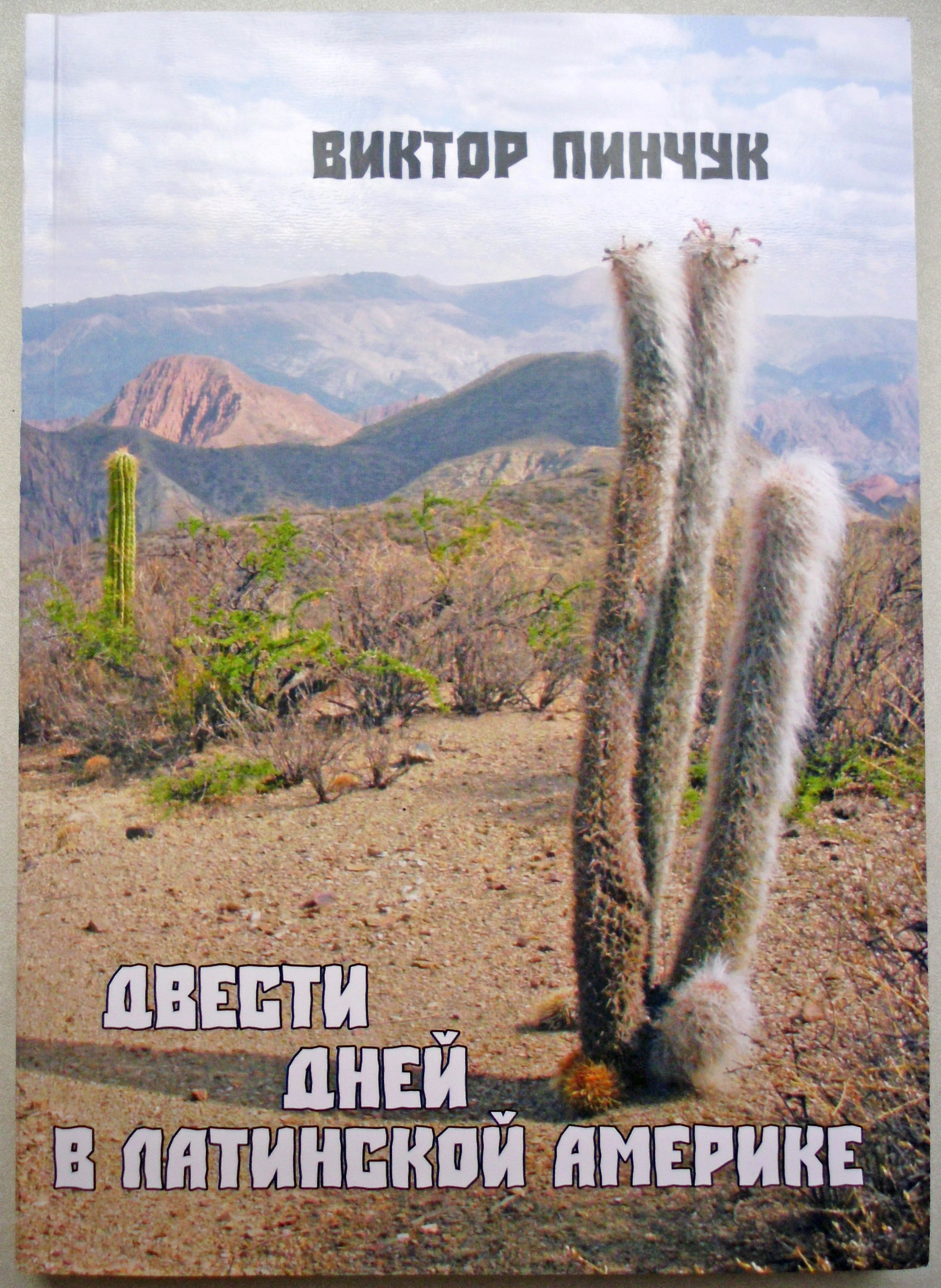
Echinopsis atacamensis на обложке книги (Каньон-дель-Инка, Боливия)

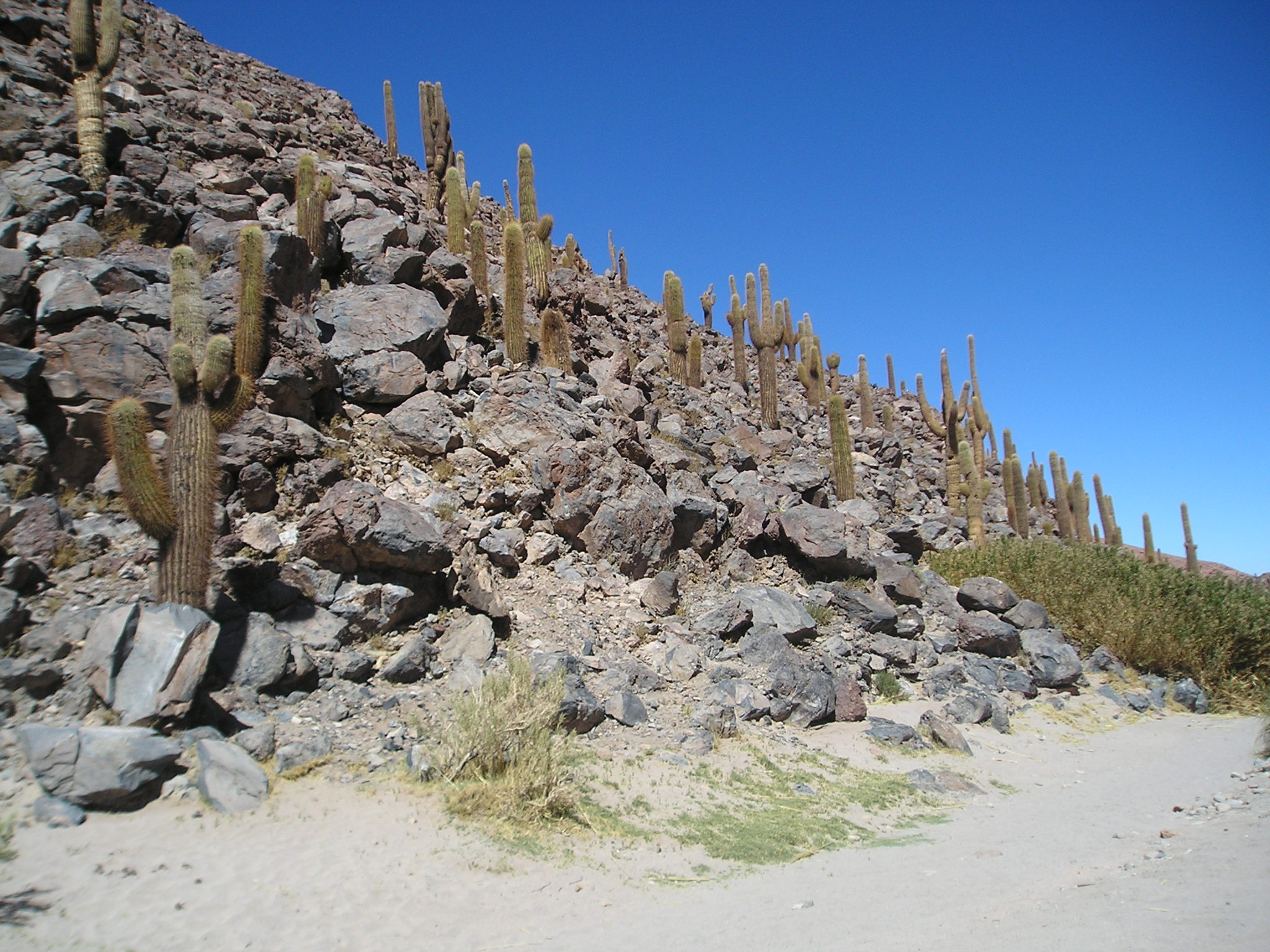
Лес из Echinopsis atacamensis в каньоне Guatín вблизи San Pedro e Ataca, Альтиплано, Чили

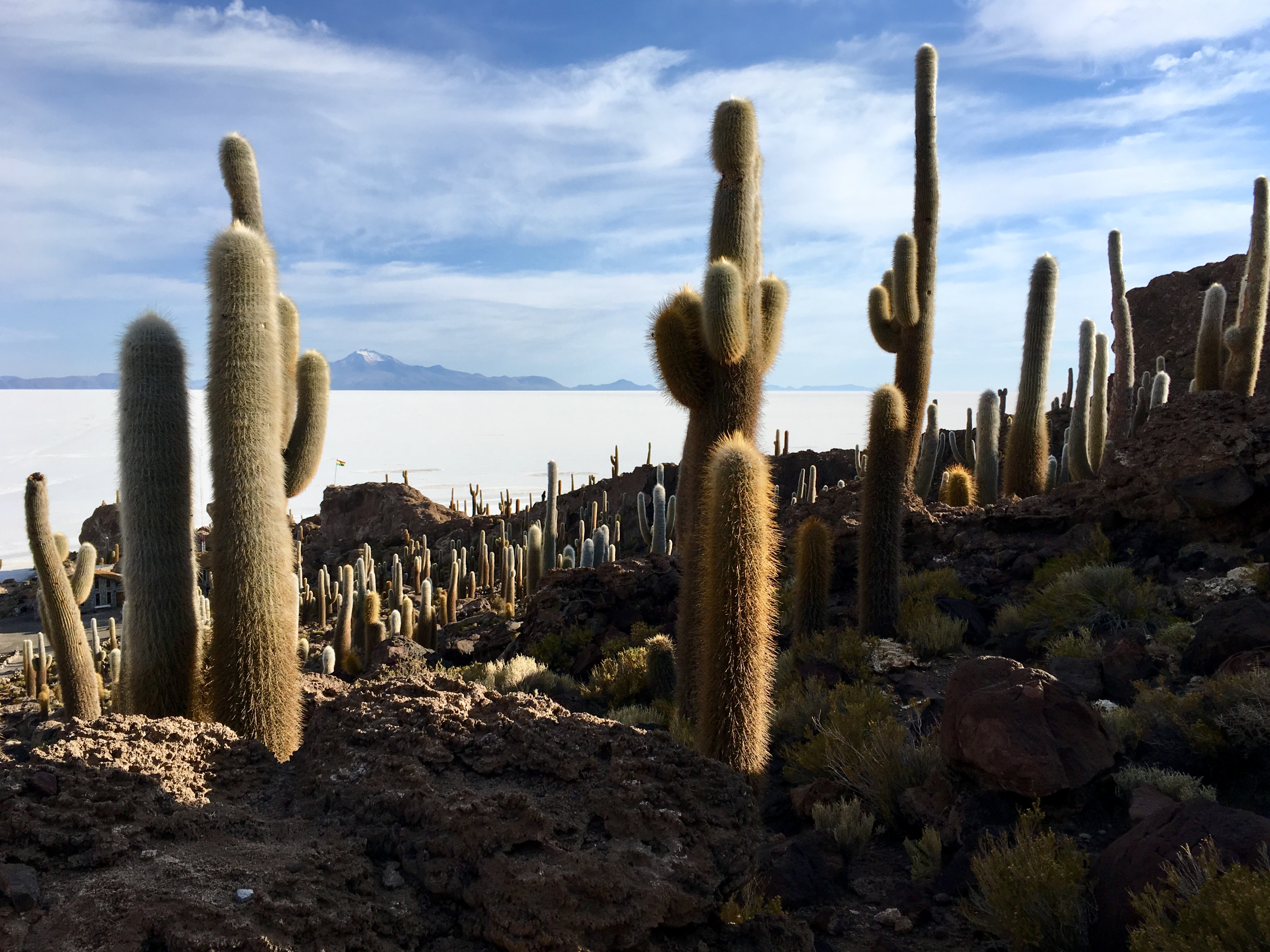
Echinopsis atacamensis на острове Инкауаси (Боливия)

Древовидное растение с редкими боковыми побегами, из-за чего иногда принимает форму канделябра. Достигает 10 м в высоту и возраста в 1000 лет.
Стволы цилиндрические, до 70 см в диаметре. Количество рёбер — от 20 до 30. Ареолы большие, круглые, плотные, коричневые. Количество колючек на ареоле — от 50 до 100, без чёткого разграничения на центральные и радиальные; колючки разные по размеру, достигают длины 28—30 см; жёсткие на нижней части стеблей и тонкие и мягкие сверху.
Цветки белые или чуть розоватые, 10—14 см длиной, появляются по бокам побегов. Цветение начинается ночью и продолжается 18—40 часов. Опыление происходит с помощью пчёл в утренние часы.
Плоды съедобные, круглой формы, тёмно-зелёные, густо опушённые, до 5 см в диаметре.

## Распространение и экология
Кактусы этого вида растут в Аргентине (провинции Катамарка, Жужуй, Ла-Риоха, Сальта, Тукуман), Боливии, Перу, Чили (регионы Антофагаста, Тарапака).
Растения растут на каменистых почвах, на высоте 1700 до 3900 метров над уровнем моря.

## Подвиды
Выделено два подвида:
- Echinopsis atacamensis subsp. atacamensis — обычно неветвистый, достигает 6 метров в высоту, растёт в Чили.
- Echinopsis atacamensis subsp. pasacana — часто ветвится, достигает высоты 10 м и более, распространён в Аргентине и Боливии. Его древесина издавна используется для изготовления «заклинателей дождя» (перуанский народный музыкальный инструмент, подобный погремушке. Изготавливается из полого высушенного кактусового ствола, наполненного семенами растений и другими мелкими предметами).

## Охрана в природе
Echinopsis atacamensis включён в Красную книгу Международного союза охраны природы, его состояние — близкое к угрожающему. Вид имеет достаточно широкий ареал, однако происходит снижение численности популяций из-за сбора для коллекций и в целях получения древесины, вредителей (насекомые из отряда равнокрылых) и использования земель для нужд сельского хозяйства. Также размножению Echinopsis atacamensis препятствует растение Baccharis boliviensis из семейства астровых, которое растёт поблизости. Исследования показали, что это растение выделяет вещества, которые тормозят прорастание семян этого кактуса. Одно из веществ было определено как феруловая кислота, известная своим тормозным влиянием на прорастание семян или рост стеблей и корней.
Этот вид находится на природоохранных территориях. Встречается в национальных парках Де-лос-Кардонес (исп. De los Cardones) в Аргентине и Альто-Лоа (исп. Alto Loa) в Чили.

## Использование

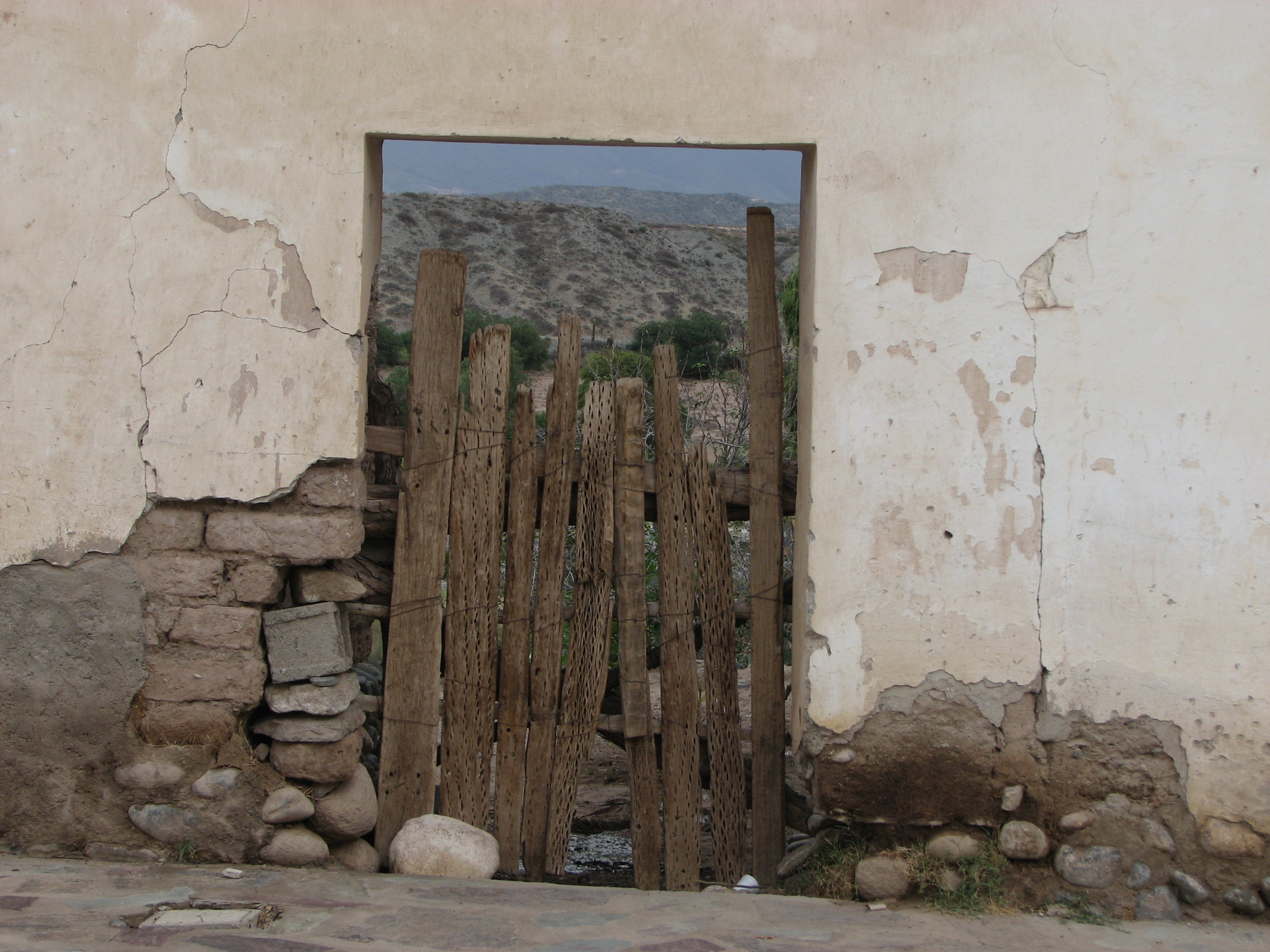
Калитка из древесины Echinopsis atacamensis в Качи, провинция Сальта, Аргентина

Растение используется в качестве древесного ресурса в Аргентине для мебели, в строительстве и в качестве горючего. Одним из самых известных зданий с использованием древесины этого кактуса является церковь Сан-Педро-де-Атакама в Чили, которая датируется 1641 годом и церковь Пурмамарка в Аргентине (Жужуй), которая датируется 1648 годом. В Чили такое использование отошло в прошлое. Чилийцы и аргентинцы употребляют плоды этого вида (известные в Аргентине как pasacana) в пищу в свежем виде, но это не представляет угрозы для кактуса. Колючки используются для вязания ткани из шерсти ламы. Кактус также незаконно собирается для коллекций как декоративное растение.

## Культивирование
При поливе следует избегать переливов, важен хороший дренаж. При выращивании на открытом воздухе нужно притенять от прямых солнечных лучей во второй половине дня. При содержании в помещении — обеспечить яркое освещение и прямое солнце хотя бы на некоторое время.
Выдерживает понижение температуры до −12 °C.
Размножается семенами или стеблевыми черенками.